# Tarentola boettgeri
El perenquén de Boettger (Tarentola boettgeri) es una especie de la familia gekkonidae. 

## Distribución
El área de distribución de la especie incluye por un lado las Islas Salvajes, situadas al norte de las Islas Canarias: vive en la Salvaje Grande, Salvaje Pequeña y Pitón Pequeña. Por otro lado, se distribuye en las islas Canarias: en Gran Canaria, El Hierro y los Roques de Salmor (Grande y Chico), situados junto a El Hierro; en Gran Canaria y El Hierro se encuentra sobre todo en las partes bajas de cada isla.

### Introducciones
Hacia la década de 1990 aparecieron poblaciones de Tarentola en localidades de Galicia donde no existían (Orense, Santiago de Compostela, Vigo, La Coruña), siendo identificados más tarde como T. boettgeri. La aparición de ejemplares neonatos en 1993 demostró que podían reproducirse en este ambiente. Se cree que su llegada a estas ciudades se debe a su transporte accidental en cargamentos de plátanos desde Canarias. Esta suposición se ve reforzada por los datos obtenidos en un almacén de frutas de Zamora, al que llegan una media de ocho ejemplares diarios de esta especie con cargamentos de plátanos procedentes de Gáldar y el Valle de Arucas (Gran Canaria), aunque en este caso aún no hay constancia de su reproducción. Es posible que este fenómeno también ocurra en otras zonas.

## Subespecies
Existen las siguientes subespecies:
- Tarentola boettgeri boettgeri, Steindachner, 1891 (Gran Canaria).
- Tarentola boettgeri bischoffi Algunos autores consideran a la Osga de Selvagens una especie diferenciada Tarentola bischoffi.
- Tarentola boettgeri hierrensis, Joger & Bischoff, 1983 (El Hierro).

Las subespecies de El Hierro y las Salvajes parecen más próximas que las de Gran Canaria, aunque todavía no se ha realizado un análisis filogenético concluyente.

## Descripción
Cuerpo esbelto y cabeza triangular. Dedos relativamente estrechos. En el centro del cuerpo se cuentan 99 a 140 escamas contadas en un anillo. Posee 34 a 50 escamas gulares contadas entre la mental y la altura del extremo anterior del oído. Hay una hilera de 13 a 18 escamas entre los ojos. Tiene 13 a 19 hileras de tubérculos dorsales. Hay 24 a 33 tubérculos entre los miembros anteriores y los posteriores. Los tubérculos son pequeños, lisos en el dorso y débilmente aquillados en la región sacra. Hay en los miembros posteriores 9 a 12 laminillas bajo el primer dedo, 13 a 17 bajo el cuarto y 15 a 19 bajo el quinto. Hay 9 sublabiales y 9-10 supralabiales. Abertura nasal rodeada por la primera labial, rostral y tres nasales. Hay 4 escamas espinosas en la parte posterior del párpado.
Diseño caracterizado por tener una banda longitudinal clara a lo largo del centro del dorso. Tiene seis gruesas bandas transversales oscuras sobre el dorso gris pardusco. Ojos de color gris azulado claro (Steindachner, 1891c; Joger, 1984a; Rykena et al., 1998; Salvador y Pleguezuelos, 2002).
En libertad los machos alcanzan 74,5 mm de longitud de cabeza y cuerpo y las hembras 68 mm, pero el tamaño medio de un adulto está entre 58 y 55 mm en la mayor parte de las zonas de Gran Canaria (R. P. Brown, datos no publicados). En terrario los machos de El Hierro alcanzan 65 mm y las hembras 69 mm y en Gran Canaria alcanzan 76 mm (Rykena et al., 1998).

## Reproducción
Hay escasos datos de campo sobre la reproducción. En cautividad, T. b. hierrensis hace la puesta desde mayo a septiembre y T. b. boettgeri desde marzo a agosto. T. b. hierrensis hace cuatro puestas, con un total de 5 huevos y T. b. boettgeri hace cinco puestas de un huevo cada una (Nettmann y Rykena, 1985; Hielen, 1993). Los huevos miden 12,5–15,5 mm de longitud (Media = 14,4 mm; n = 22) y 10–12 mm de anchura (Media = 11,3 mm; n = 22) (Nettmann y Rykena, 1985).
La duración del período de incubación varía (a temperatura constante de incubación) entre 90 días a 27,3 °C, 80 días a 28 °C, 65 días a 30 °C y 50 días a 32,3 °C (Hielen, 1993). Alcanza 18 años de vida en cautividad (Rykena et al., 1998).